# Pachypasa lineosa
Pachypasa lineosa is een vlinder uit de familie van de spinners (Lasiocampidae). De wetenschappelijke naam van de soort is voor het eerst geldig gepubliceerd in 1826 door De Villiers.